# Waldpark Weißer Hirsch

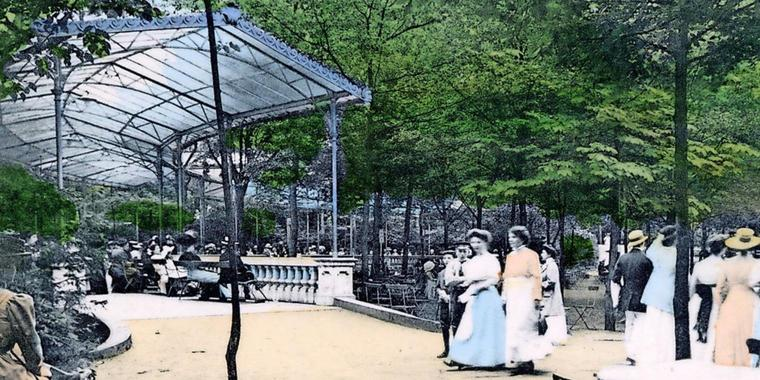
Der Konzertpavillon im Waldpark (1904)

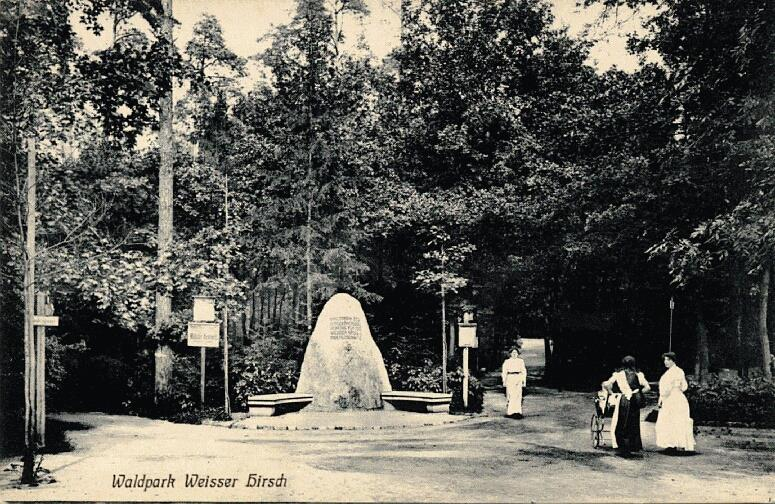
Eingang zum Waldpark (1910)

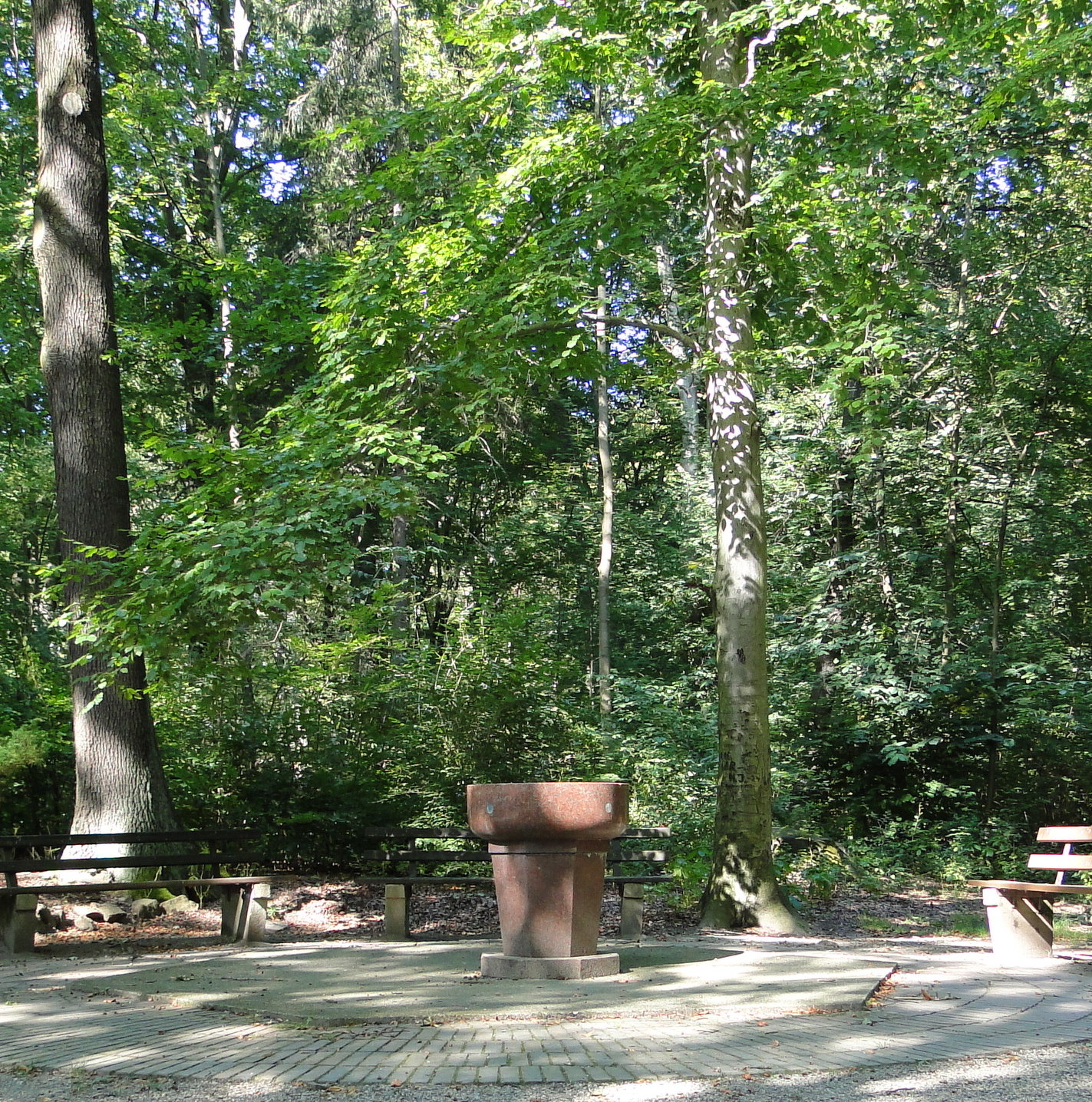
Die Vase der Paradiesquelle vor ihrer Zerstörung (2009)

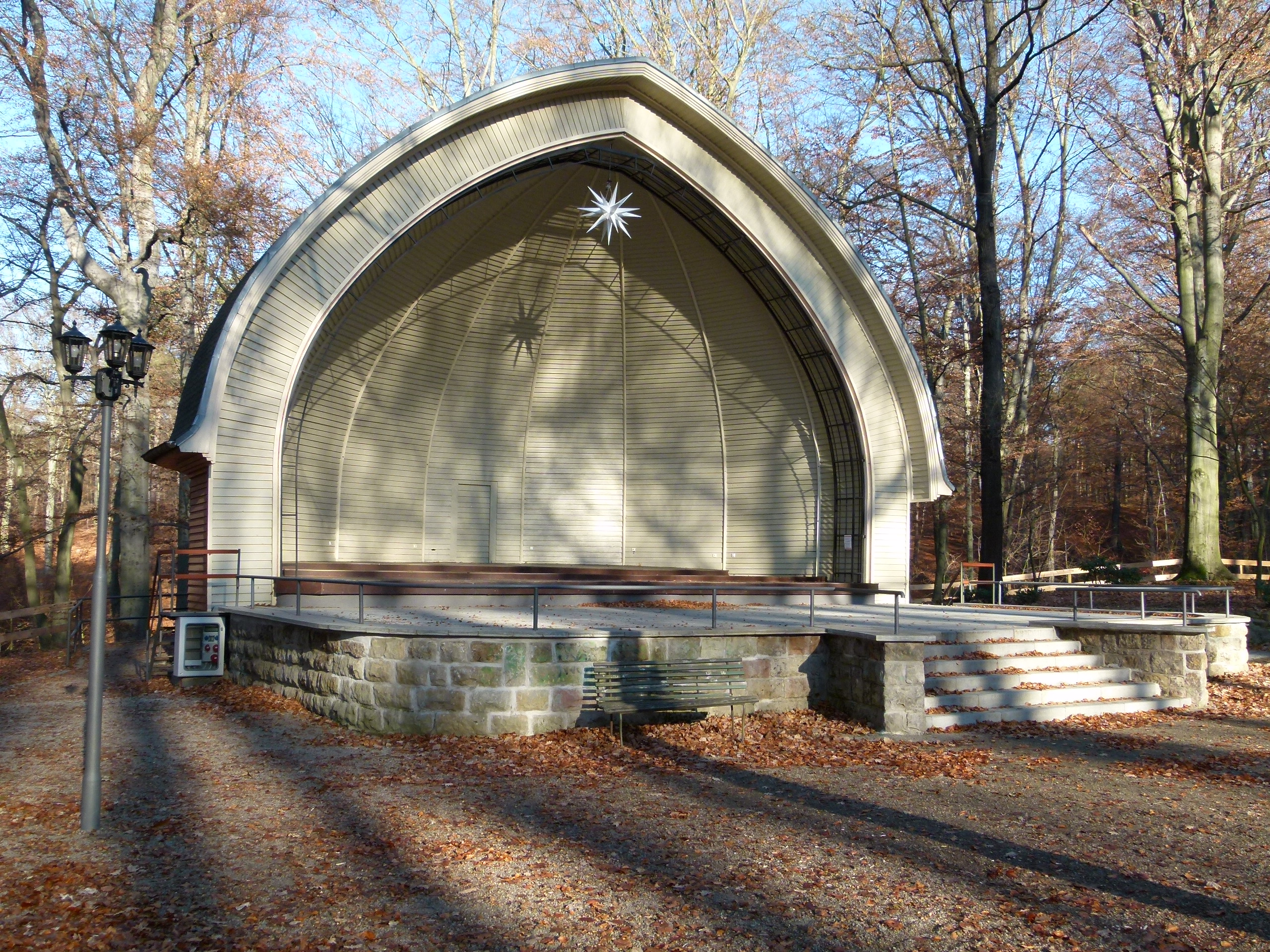
Die denkmalgeschützte Konzertmuschel (2011)

Der Waldpark Weißer Hirsch ist eine Parkanlage im Dresdener Stadtteil Weißer Hirsch.

## Geschichte
1876 wurde der Ortsverein Weißer Hirsch und Oberloschwitz gegründet. Wichtigstes Projekt des Vereins, der sich ab 1884 „Verschönerungsverein“ nannte, war die Anlage des Waldparks auf einem 28 Hektar großen Streifen am südlichen Rand der Dresdner Heide (heute ein Landschaftsschutzgebiet); unter den Initiatoren befand sich der Seifenfabrikant Ludwig Küntzelmann. Ermöglicht wurde dieser Park durch einen 1877 mit der Forstverwaltung geschlossenen Vertrag, um die „Erhaltung der gegebenen günstigen Naturbedingungen […] des an die Gemeindeflur anstoßenden Waldgebietes dauernd gegen Kahlschlag und gegen privaten Mißbrauch als Schuttabladeplatz“ zu gewährleisten.
In den folgenden Jahren wurden Tausende von jungen Fichten, Buchen und Sträuchern angepflanzt, Brücken über Bäche und Gräben sowie trockene Wege angelegt. Bis 1882 wurden 100 Bänke aufgestellt. Im selben Jahr wurde eine Parkordnung eingeführt, die unter anderem vorsah, dass Dienstboten die Bänke nicht nutzen durften und das Reiten im Park verboten war. Um zu gewährleisten, dass die Ordnung eingehalten wurde, stellte der Verein einen Parkwächter ein. 1882 wurde auf Betreiben des Vereins eine Kurtaxe eingeführt, aus deren Erlös dieser im ersten Jahr 800 und im zweiten 1000 Mark erhielt. Im Jahr darauf wurde ein Spielplatz für Kinder gebaut. Zudem wurden zwei Rodelbahnen mit verschiedenen Längen angelegt, für die 1909 eine Rampe errichtet wurde, um eine höhere Geschwindigkeit zu ermöglichen. 1908 ging eine Tennisanlage in Betrieb, die im Winter als Eisbahn fungierte.
Die Nähe des Lahmann-Sanatoriums hatte Einfluss auf die weitere Gestaltung des Waldparks, der auch Kurpark genannt wurde: Für die dort weilenden Kurgäste wurden ein Konzertplatz und Sportplätze angelegt, 1904 das Heideluftbad, das allen Bevölkerungsschichten offenstand. Ab 1900 liefen Planungen für eine überdachte Bühne sowie für einen Wandelgang. Der Wandelgang mit Café und Musik-Pavillon wurde zwischen 1902 und 1904 auf dem Konzertplatz errichtet; erhalten ist ein Kostenvoranschlag für diese Bauten vom September 1900 der Eisengiesserei Kelle & Hildebrandt aus Großluga-Niedersedlitz über 7725 Reichsmark. Für 1905 sind erste Konzerte belegt. 1921 wurde im Eingemeindungsvertrag des Ortes Weißer Hirsch nach Dresden, der jetzt „Kurort Weißer Hirsch – Dresden“ hieß, eine umfassende Sanierung des Konzertplatzes festgelegt. Der bisherige Musikpavillon wurde durch eine Konzertmuschel ersetzt, daneben ein Café eröffnet.
Um in den 1920er Jahren den Kurbetrieb im nahegelegenen Lahmann-Sanatorium anzukurbeln, gründete sich die Moorbad AG; für das dafür benötigte heilkräftige Wasser begannen am 1. November 1927 Bohrarbeiten im Waldpark, nachdem Wissenschaftler und eine Wünschelrutengängerin die Existenz einer Quelle bestätigt hatten. Für die sogenannte Paradiesquelle wurde ein Brunnenhaus errichtet; das Wasser trat aus einer Vase aus, auf der eine Glasglocke stand. Im Brunnengebäude befand sich eine Flaschenabfüllanlage. Über die Jahrzehnte wechselten die Pächter häufig, da sich der Brunnenbetrieb nicht rentierte. 1982 wurde attestiert, dass das Wasser keine Heilwirkung habe. 2016 wurde die Brunnenvase – das Brunnenhaus existierte schon seit Jahrzehnten nicht mehr – von Unbekannten zerstört, seitdem ist der Brunnen ohne Wasser.
1939 wurde die Nutzung des Waldparks für fünf Jahre vertraglich zwischen der Forstverwaltung Sachsen einerseits und der Stadt Dresden sowie der Kurverwaltung andererseits geregelt. Nach dem Zweiten Weltkrieg wurde der Platz von der notleidenden Dresdener Bevölkerung abgeräumt, 1946 der Verschönerungsverein aufgelöst.
Im Rahmen des Nationalen Aufbauwerks wurde der Konzertplatz in den 1950er Jahren in 1700 freiwilligen Stunden vor allem durch die Anwohner wieder hergerichtet. Es entstanden unter anderem ein Ausschankhäuschen und ein Filmvorführhaus; die Konzertmuschel wurde renoviert und erhielt eine Kinoleinwand. Am Ostermontag 1957 wurde der Platz im Beisein von rund 1000 Besuchern wiedereröffnet und in den folgenden Jahren vorrangig für familienfreundliche Veranstaltungen genutzt.
Nach der Wende verkamen Waldpark und Konzertplatz zunächst, auch weil die Eigentumsverhältnisse ungeklärt waren. 1993 wurde der Verschönerungsverein neu gegründet, der den Waldpark mit der Unterstützung von ABM-Kräften sanierte. Dabei wurden Bänke, Treppen und Wege sowie die Holde-Frauen-Brücke wiederhergestellt. Auch die drei Quellen – die Degele-, die Schwestern- und die Teichquelle – wurden instand gesetzt. 2003 wurde die nach historischem Vorbild rekonstruierte Pergola am Eingang fertiggestellt. Seit 2009 ist der Konzertplatz bewirtschaftet, nachdem der Dresdener Gastronom Stefan Hermann diesen pachtete, einen Biergarten einrichtete und Veranstaltungen anbot. Die unter Denkmalschutz stehende Konzertmuschel wurde aufwändig restauriert, seitdem finden dort Konzerte – auch mit prominenten Künstlern – statt.